# Escuelas para el empoderamiento de las mujeres en los municipios de la Comunidad Autónoma del País Vasco
Las escuelas para el empoderamiento de las mujeres de los municipios vascos están impulsadas por las áreas de igualdad de una veintena de ayuntamientos de la comunidad autónoma española de País Vasco. Tienen como objetivo fomentar la participación social y política de las mujeres. 

## Historia
El surgimiento de estas escuelas está relacionado con la transformación y diversificación del movimiento feminista vasco en cuatro grandes ámbitos: asociativo, académico, profesional e institucional.
El activismo vasco irrumpe en el escenario sociopolítico de los años 70, contagiado por el movimiento feminista internacional. Mujeres muy diferentes se reúnen para reflexionar sobre experiencias personales hasta entonces silenciadas, como el control de la natalidad y el aborto, la violencia sexista, el divorcio, la doble jornada... Siguiendo el postulado estadounidense de “lo personal es político”, organizan grupos en los que toman conciencia de que pertenecen a un colectivo social subordinado y la traducen en acción y movilización políticas.
La extensión del feminismo vasco al ámbito institucional se refleja en la creación de Emakunde-Instituto Vasco de la Mujer, en 1988, dotándose en 1991 del I Plan de Acción Positiva para las Mujeres en la Comunidad Autónoma de Euskadi (1991-1994). A partir de ahí comienzan a implementarse en varios municipios planes locales de igualdad, disponiendo de áreas o departamentos, partidas presupuestarias y personal técnico y político responsable de impulsar las políticas de igualdad locales. 
El primer Departamento de Igualdad de Oportunidades de Mujeres y Hombres inicia su andadura en 1991 en Ermua, y en 1992 se establece la primera plaza de técnica de igualdad municipal. La aprobación en 2005 de la Ley de Igualdad de mujeres y hombres en el País Vasco y de Berdinsarea –Red de Municipios Vascos por la Igualdad y Contra la Violencia hacia las Mujeres–, legitima y da impulso a las políticas dirigidas a promover la Igualdad en la administración municipal.
Las escuelas son proyectos organizados precisamente por áreas de igualdad municipales. Las escuelas precursoras son promovidas por técnicas de igualdad vinculadas al movimiento feminista.
En el año 2003 se pone en marcha la primera en el pueblo de Basauri. Un año más tarde, se suman a esta iniciativa las áreas de igualdad de las localidades vizcaínas de Ermua y Guecho y comienzan a funcionar de forma coordinada. Al año siguiente, se incorpora a esta red el municipio de Ondárroa.
Después de tres años de recorrido se convierten en un proyecto de referencia en el País Vasco. Tanto es así que, según se refleja en la información pública de los ayuntamientos, en el año 2007 se organiza otra red en el territorio de Guipúzcoa, compuesta actualmente por Mondragón, Azpeitia, Éibar, Hernani y Alto Urola. Además de estas redes, han ido surgiendo paulatinamente otras escuelas: dos en Vizcaya (Elorrio y Abadiño), cinco en Guipúzcoa (Zarauz, Tolosa, Rentería, Pasajes y Zumaya) y dos en Álava (Vitoria, Laia Eskola en el territorio histórico). En Durango, San Sebastián, Sestao, Azcoitia…, no utilizan el nombre de Escuela, pero organizan cursos y talleres con objetivos y contenidos similares.

## Características
Los procesos de empoderamiento que favorecen las escuelas, se inspiran en tesis y dinámicas básicas del activismo feminista vasco, así como en la noción feminista de empoderamiento del ámbito del desarrollo. En tal sentido, a través de sus páginas webs reconocen que persisten las jerarquías sociales de género en la sociedad vasca y en todo el planeta, aunque se expresen de distinto modo según los contextos. De manera general, contemplan el empoderamiento como un proceso de transformación personal y colectiva de las mujeres para su participación social y política. Para ello, favorecen el encuentro, la reflexión, el intercambio, la toma de conciencia y la creación de colectivos y redes de mujeres.
Las actividades de las escuelas están abiertas a todo tipo de alumnas, de tal manera que acuden centenares de mujeres muy diferentes. En ellas confluyen mujeres no organizadas, mujeres de asociaciones y de grupos activistas, las técnicas de igualdad y las formadoras. Las formadoras son profesionales de distintas disciplinas y académicas universitarias, algunas de las cuales también son activistas. Muchas de las técnicas de igualdad tienen formación universitaria especializada en igualdad y/o feminismo ofrecida por la Universidad del País Vasco (UPV-EHU).
La programación muestra un gran abanico de formatos: cursos, talleres, seminarios, tertulias, charlas y otras modalidades de formación, que se realizan dentro de las aulas pero en ocasiones también en plazas y calles de los pueblos. La mayoría de las actividades son dirigidas a mujeres y en algunos casos están abiertas a toda la población. En varias de las escuelas hay acciones formativas dirigidas a los hombres, con vistas a que adquieran un mayor compromiso en la lucha por la igualdad de mujeres y hombres.
Los temas que se tratan son muy variados y han ido ampliándose. Recogen inquietudes de diferentes sectores de mujeres y feministas de los municipios: debates teóricos del feminismo actual, violencia machista, talleres de autodefensa, historia del feminismo en Euskal Herria, derecho al aborto, mercado de trabajo, cuidados, solidaridad entre mujeres de diferentes orígenes y culturas, identidad, cuerpo, emociones, amor, sexualidades, uso no sexista del lenguaje, asertividad, habilidades de comunicación y negociación, técnicas de hablar en público, uso de las TIC, etc.
Además de lugares de encuentro y reflexión entre mujeres, las escuelas ofrecen la posibilidad de participar y organizarse en colectivos flexibles. De esta forma, se han ido generando nuevas implicaciones y ampliando el tejido asociativo feminista y a favor de la igualdad. También se han creado nuevas iniciativas colectivas en torno a inquietudes muy plurales: clubes de lectura y de cine-fórum; grupos de impulso del euskera y la cultura vasca; espacios de intercambio entre mujeres autóctonas y de orígenes culturales diversos; colectivos de teatro, de payasas y batucadas feministas; nuevas asociaciones y plataformas por la igualdad, y nuevos grupos feministas.
Las escuelas organizadas en red realizan la mayor parte de su actividad en espacios físicos propios: Casa de las Mujeres de Ermua, Emakume Txokoa de Mondragón, Marienea-Casa de las Mujeres de Basauri, Emakume Txokoa de Azpeitia, Etxelila de Ondarroa, Andretxea de É.ibar, Plaza Feminista de Hernani, Aula de la Escuela de Empoderamiento de Gecho. Aparte de las redes, la Casa de las Mujeres de Donostia, Andragunea de Durango y la Escuela de Empoderamiento de Urola-Garaia también son espacios de encuentro en los que se realizan las actividades de las escuelas. El resto no tiene un lugar propio y en general dispersan sus actividades en distintos centros públicos.
Las instalaciones de algunas casas están a disposición de distintos colectivos para organizar actividades públicas a favor de la igualdad, dirigidas a las mujeres o a la población en general. Varias de las escuelas, con local propio o sin él, trasladan algunas acciones formativas a locales de las asociaciones de mujeres. Recientemente también se han realizado actividades de las escuelas en las aulas de la Universidad del País Vasco.
Las múltiples interrelaciones que se producen en torno a las escuelas, propician una gran variedad de iniciativas conjuntas entre alumnas, asociaciones de mujeres y feministas. Asimismo, facilitan construir alianzas con otros grupos o plataformas mixtas, y con colectivos de hombres en defensa de la igualdad. De este modo, contribuyen desde la administración pública local, a democratizar las relaciones de género en la sociedad vasca de una forma creativa y singular.

## Escuelas de empoderamiento
| Lugar         | Nombre                                                                            |
| ------------- | --------------------------------------------------------------------------------- |
| Abadiño       | Escuela de empoderamiento para mujeres                                            |
| Abadiño       | Departamento de Igualdad                                                          |
| Mondragón     | Escuela de Empoderamiento                                                         |
| Mondragón     | Emakume Txokoa                                                                    |
| Mondragón     | Área de Igualdad                                                                  |
| Azcoitia      | Cursos de empoderamiento de mujeres                                               |
| Azcoitia      | Área de Igualdad                                                                  |
| Azpeitia      | Departamento de Paridad                                                           |
| Azpeitia      | Emakumeen Txokoa. Escuela de empoderamiento                                       |
| Basauri       | Escuela de Empoderamiento                                                         |
| Basauri       | Área de Igualdad. Marienea-Casa de las Mujeres                                    |
| San Sebastián | Casa de las Mujeres                                                               |
| San Sebastián | Asociación Casa de las Mujeres de Donostia                                        |
| San Sebastián | Departamento de Igualdad                                                          |
| Durango       | Cursos de empoderamiento para mujeres                                             |
| Durango       | Andragunea                                                                        |
| Durango       | Servicio de Igualdad                                                              |
| Éibar         | Escuela de empoderamiento                                                         |
| Éibar         | Andretxea                                                                         |
| Elorrio       | Escuela de empoderamiento de mujeres                                              |
| Elorrio       | Servicio de Igualdad                                                              |
| Erandio       | Escuela de Empoderamiento para mujeres                                            |
| Erandio       | Servicio de Igualdad                                                              |
| Ermua         | Escuela de Empoderamiento                                                         |
| Ermua         | Departamento de Igualdad                                                          |
| Rentería      | Escuelas para el empoderamiento de las mujeres                                    |
| Rentería      | Área de Igualdad                                                                  |
| Guecho        | Escuela de Empoderamiento                                                         |
| Guecho        | Departamento de Igualdad                                                          |
| Hernani       | Escuela de Empoderamiento para mujeres                                            |
| Hernani       | Departamento de Igualdad                                                          |
| Ondárroa      | Escuela de empoderamiento de las mujeres                                          |
| Ondárroa      | Etxelila                                                                          |
| Ondárroa      | Departamento de Igualdad                                                          |
| Pasajes       | Escuela de empoderamiento para las mujeres                                        |
| Pasajes       | Área de Igualdad                                                                  |
| Sestao        | Talleres de empoderamiento para mujeres                                           |
| Sestao        | Servicio de Igualdad                                                              |
| Tolosa        | Escuela de Empoderamiento                                                         |
| Tolosa        | Departamento de Igualdad                                                          |
| Urola-Garaia  | Escuela de empoderamiento para mujeres                                            |
| Urola-Garaia  | Área de Igualdad                                                                  |
| Vitoria       | Escuela para la igualdad y el empoderamiento de las mujeres                       |
| Vitoria       | Servicio de Igualdad                                                              |
| Zarauz        | Escuela de empoderamiento para mujeres                                            |
| Zarauz        | Departamento de Paridad                                                           |
| Zumaya        | Escuela de empoderamiento                                                         |
| Zumaya        | Servicio de Igualdad                                                              |
| Álava         | LAIA Eskola, Escuela para la Igualdad y el Empoderamiento de las Mujeres de Álava |